# VIEW Conference

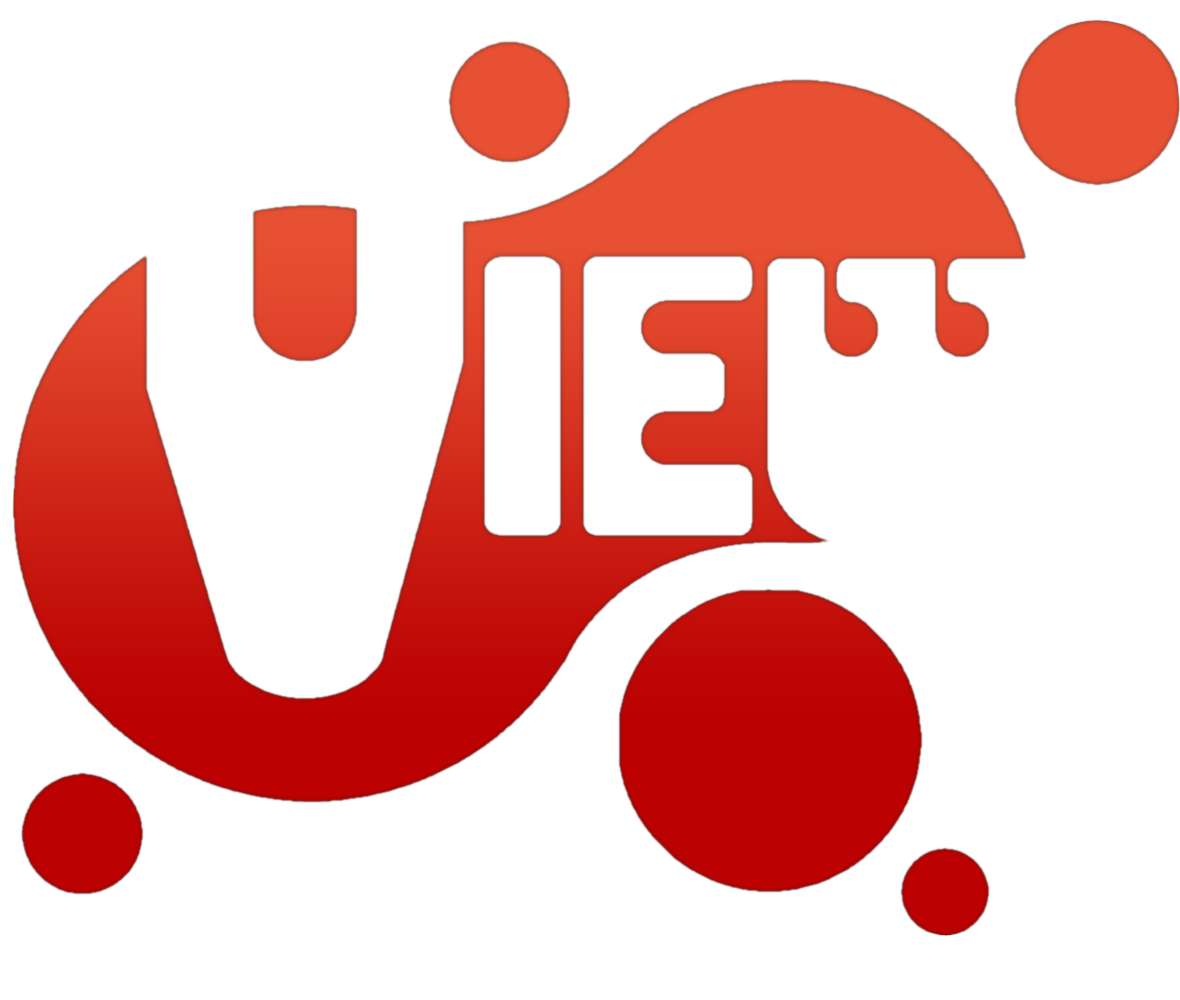
Logo de la VIEW Conference.

La VIEW Conference est un événement consacré à l'infographie qui se tient annuellement à Turin, en Italie, entre octobre et novembre. Les thèmes abordés lors de cet événement comprennent les techniques interactives, le cinéma numérique, l'animation 3D, les jeux vidéo, et les effets spéciaux.
L'événement s'étend sur plusieurs jours et comprend des sessions ouvertes au public. La conférence accueille plusieurs intervenants internationaux issus de divers secteurs du domaine de l'infographie, qui présentent leurs travaux aux participants, ainsi que des master classes et des cours théoriques dispensés par des experts.

## Histoire
Cet événement est créé en 2000 sous le nom de Virtuality Conference. Il change de nom lors de sa huitième édition, en 2007, pour adopter l'acronyme VIEW, qui signifie « Virtual Interactive Emerging World » (monde virtuel interactif émergent). Le contenu de la conférence évolue également au fil des ans. Tout en continuant à se concentrer sur la « réalité virtuelle », la VIEW Conference inclut désormais les technologies et applications numériques émergentes, notamment l'animation, les effets spéciaux, l'architecture virtuelle et les jeux vidéo. Parmi les intervenants des différentes éditions, on peut citer Grant Major, Scott Farrar, Roger Guyett, John Knoll, Alvy Ray Smith, Glen Keane, Byron Howard, Brad Lewis, Walter Murch, Mike Mitchell, et Walt Dohrn.
En 2005, la VIW Conference crée le VIEW Award, un prix international récompensant les courts métrages d'animation 3D et d'effets spéciaux, destiné aux étudiants, aux artistes et aux cinéastes. Depuis 2016, le prix comprend cinq catégories : « meilleur court métrage », « VIEW Social Contest » (destiné à impliquer les artistes visuels, les designers et les amateurs d'infographie dans des œuvres utilisant l'animation 2D/3D et/ou les effets spéciaux axées sur des thèmes d'intérêt social), « View Game Award », « VIEWTube Video Award » et « Italianmix ».